# Scurcola Marsicana
Scurcola Marsicana – miejscowość i gmina we Włoszech, w regionie Abruzja, w prowincji L’Aquila.
Według danych na rok 2004 gminę zamieszkiwało 2489 osób, 83 os./km².

## Miasta partnerskie
- Pasawa